# Juan Antonio Dueñas Argumedo
Juan Antonio Dueñas Argumedo (ur. 18 stycznia 1868 w Opico, zm. 3 lipca 1941) – salwadorski duchowny katolicki, biskup diecezjalny San Miguel 1913-1941.

## Życiorys
Święcenia kapłańskie otrzymał 1 listopada 1891.
1 sierpnia 1913 papież Pius X mianował go biskupem diecezjalnym San Miguel. 29 marca 1914 z rąk arcybiskupa Antoniego Adolfa Péreza Aguilara przyjął sakrę biskupią. Funkcję sprawował aż do swojej śmierci.
Zmarł 3 lipca 1941. 